# Якуб Татаркевич
Якуб Татаркевич (пол. Jakub Tatarkiewicz ; 31 березня 1798, Варшава, — 3 вересня 1854, Варшава) — польський скульптор і художник.

## Біографія
Якуб Татаркевич навчався в таких майстрів, як Павло Малиньський і Антоній Бродовський. У період з 1823 по 1828 рік вирушив до Італії й навчався в Римі, в майстерні Бертеля Торвальдсена. Після того жив і працював у Варшаві. До його витворів мистецтв належать скульптура Помираючої Психеї, яка прикрашає фронтон Великого театру у Варшаві, неоготичний склеп роду Потоцьких у Вілянові, багато пам'ятників і бюстів (наприклад — письменниці Клементини Гофманової), також був майстром портретного медальйона.
Похований на старому військовому цвинтарі у Варшаві.
Я. Татаркевич був дядьком польського філософа, академіка Владислава Татаркевича.